# Ridgewayi csata
A ridgewayi csata 1866. június 22-én zajlott le a kanadai önkéntes csapatok és az Amerikai Egyesült Államokból átcsapó, a szabad ír állam megteremtéséért küzdő feniánusok között.

## Az ütközet
A mintegy 500-800 tagú ír-amerikai szabadcsapatok, John O’Neill ezredes vezetésével törtek be a brit uralom alatt álló Kanadába, hogy Brit Észak-Amerika részbeni túszul ejtésével segítsék az Írország függetlenségéért odahaza szervezkedőket. A behatolókat kanadai önkéntesekből álló alakulatok tartóztatták fel, északra Ridgeway várostól. A milícia és a feniánusok közötti összecsapások a Ridge Road és a Garrison Road kereszteződéséhez közel kezdődtek, majd a Lime-gerinc nevű magaslatnál folytatódtak. A dombhát csaknem párhuzamosan futott a Ridge Roaddal, és az Alfred Booker alezredes vezette kanadai önkéntes milícia védte. Habár a kanadaiak többen voltak, mint a betörő ír-amerikaiak, a gyakorlat és kiképzés hiánya, valamint az ellátási nehézségek miatt nem tudták visszaűzni amerikai területre a támadókat. Egy ideig bátran helytálltak, de végül kénytelenek voltak visszavonulni a közeli Stevensville-be. A feniánusok másnap, tartva attól, hogy a kanadaiak erősítést kapnak Chippawából, visszavonultak. Az egykori csatateret 1921-ben a kanadai nemzeti történelmi helyszínek közé választották 1921-ben.